# خلفه‌هونی
خلفه‌هونی یا خلیفه‌هونی (به لاتین: Xəlifəhoni یا Xəlfəhonu) یک منطقه مسکونی در جمهوری آذربایجان است که در شهرستان لریک واقع شده است. خلفه‌هونی ۷۸ نفر جمعیت دارد.

## ریشه واژه
هونی در زبان تالشی به‌معنای چشمه است و خلفه‌هونی یا خلیفه‌هونی یعنی چشمه خلیفه.